# 维莱讷莱罗谢
维莱讷莱罗谢（法語：Villaines-les-Rochers，法語發音：[vilɛn le ʁɔʃe] ⓘ）是法国安德尔-卢瓦尔省的一个市镇，属于希农区。

## 地理
维莱讷莱罗谢（47°13'16"N, 0°29'49"E）面积12.47 平方千米，位于法国中央-卢瓦尔河谷大区安德尔-卢瓦尔省，该省份为法国中西部省份，北起萨尔特省、东北接卢瓦-谢尔省，东南接安德尔省，南至维埃纳省，西临曼恩-卢瓦尔省。
与维莱讷莱罗谢接壤的市镇（或旧市镇、城区）包括：阿翁莱罗什、谢耶、讷伊、萨谢。

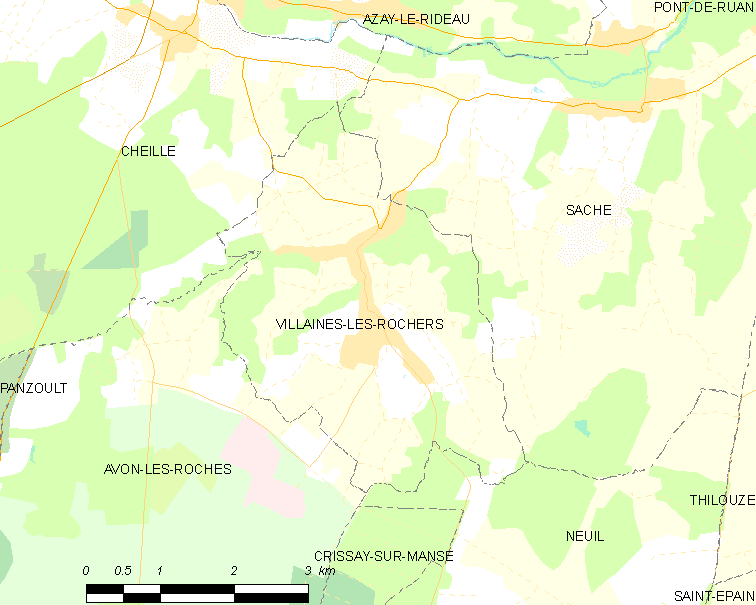
维莱讷莱罗谢的OSM定位图

维莱讷莱罗谢的时区为UTC+01:00、UTC+02:00（夏令时）。

## 行政
维莱讷莱罗谢的邮政编码为37190，INSEE市镇编码为37271。

## 政治
维莱讷莱罗谢所属的省级选区为希农县。

## 人口

1962-2008年间维莱讷莱罗谢人口变化图示

维莱讷莱罗谢于2022年1月1日时的人口数量为1043人。